# زلزال بحر إيجة 2020
زلزال بحر إيجة 2020 أو زلزال إزمير 2020 هو زلزال بقُوة 7.0 درجات على سلم ريختر وقع يوم الجمعة 30 أكتوبر 2020 في ولاية إزمير على ساحل بحر إيجة وكان مركزه على بُعد حوالي 14 كيلومتر (8.7 ميل) شمال شرق جزيرة ساموس. في جزيرة ساموس، تضررت عدة مباني وانهارت كنيسة مريم العذراء في كارلوفاسي جزئيًا. تم الإبلاغ عن انهيار العديد من المباني في مناطق مُختلفة في مُحافطة إزمير في تركيا.
تسبب الزلزال في حدوث تسونامي جزئي وصل لسواحل إزمير التركية وساموس اليونانية.

## الضحايا
إلى غاية يوم 3 نوفمبر، تُوفي جراء الزلزال 105 أشخاص في إزمير وأُصيب 1027 شخصا آخرون. أما في اليونان، فقد أعلنت السلطات أن الزلزال خلف مقتل شخصين اثنين في ساموس، وإصابة 19 آخرين.